# Черевачиці (зупинний пункт)
Черева́чиці (біл. Чаравачыцы) — зупинний пункт Берестейського відділення Білоруської залізниці в Кобринському районі Берестейської області. Знаходиться за 1,3 км на північ від села Черевачиці; на лінії Лунинець — Жабинка, між станцією Кобрин і зупинним пунктом Батча.